# Idris (geslacht)
Idris is een geslacht van vliesvleugelige insecten van de familie Scelionidae.

## Soorten
- I. ater (Szelenyi, 1953)
- I. aureonitens Szabó, 1965
- I. carbo Kononova & Kozlov, 2001
- I. citrinus Kononova & Kozlov, 2001
- I. clypealis Huggert, 1979
- I. coxalis (Kieffer, 1912)
- I. dentatus Kononova & Kozlov, 2001
- I. flavicornis Foerster, 1856
- I. flavoclavatus (Kieffer, 1908)
- I. fulgens Kononova & Kozlov, 2001
- I. glabratus Huggert, 1979
- I. gordius Kononova, 2001
- I. ibericus Huggert, 1979
- I. krygeri (Kieffer, 1910)
- I. lamelliscutellaris Szabó, 1965
- I. latus Kononova & Petrov, 1993
- I. laudator Kononova & Kozlov, 2001
- I. meridionalis (Masner, 1961)
- I. nigricans Kononova & Kozlov, 2001
- I. nigroclavatus (Kieffer, 1908)

- I. obscurans Kononova & Petrov, 2001
- I. piceiventris (Kieffer, 1908)
- I. priesneri Huggert, 1981
- I. psammon Szabó, 1965
- I. purus Kononova & Petrov, 1993
- I. rufescens (Kieffer, 1908)
- I. semicastaneus (Kieffer, 1908)
- I. semiflavus (Kieffer, 1908)
- I. sexarticulatus (Dahl, 1912)
- I. striativentris (Kieffer, 1909)
- I. tenerum Kononova & Petrov, 1993